# Massimo Mazzucco

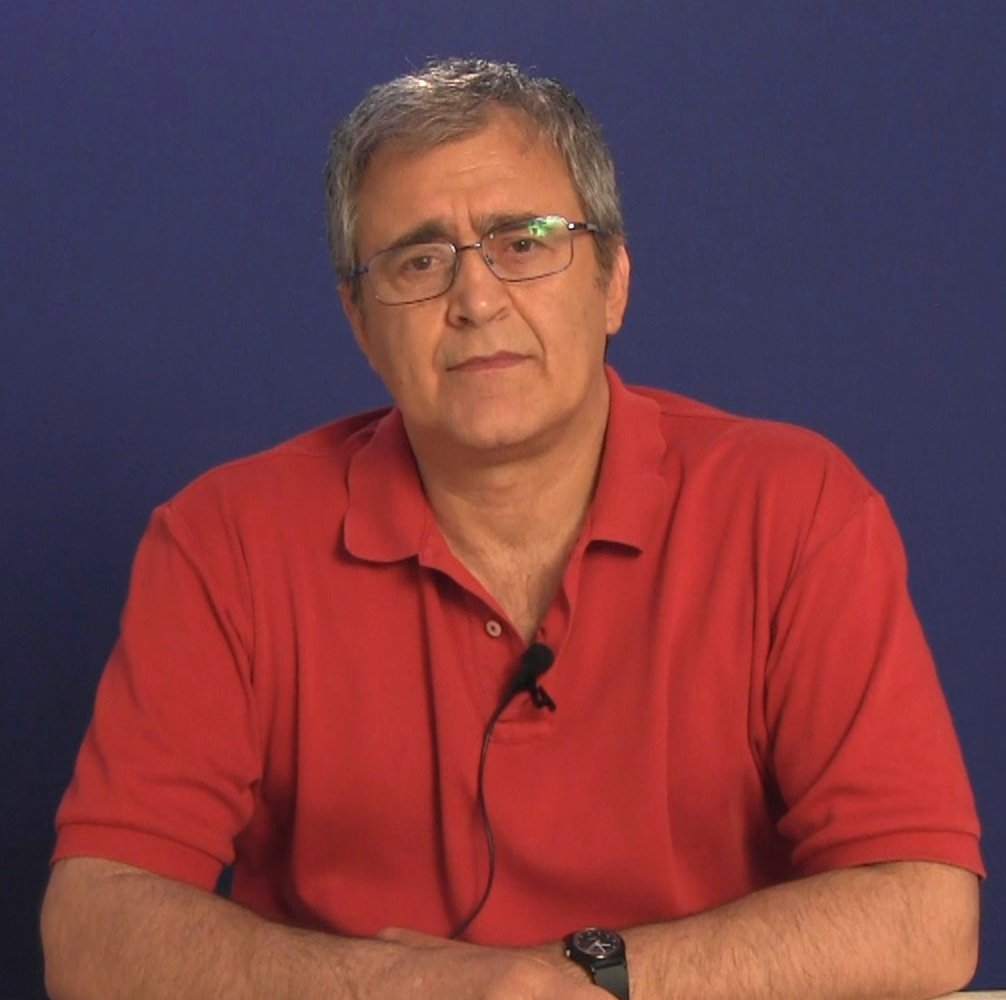
Massimo Mazzucco

Massimo Mazzucco (* 20. Juli 1954 in Turin) ist ein italienischer Filmregisseur und Drehbuchautor.

## Leben
Mazzucco begann seine berufliche Laufbahn als Modefotograf und studierte ab 1979 in den USA Fernsehregie. Dort legte er auch sein Kinodebüt, Summertime, vor. Sechs Jahre später entstand das beeindruckende Vater-Sohn-Drama Romance mit einem bemerkenswerten Walter Chiari in einer der Hauptrollen. In Obiettivo indiscreto, einem weniger aufregenden Werk, beschäftigte sich Mazzucco 1992 mit der ihm aus seinen Anfangsjahren bekannten Modewelt. Nach einem Fernsehfilm und der dramatischen Komödie Aaron Gillespie Will Make You a Star wandte sich Mazzucco im neuen Jahrtausend DVD-Dokumentationen zu. Zu allen seinen Filmen verfasste Mazzucco auch das Drehbuch.
Aufsehen erregte Mazzucco 2008 mit der Veröffentlichung einer umstrittenen neuen Krebstherapie auf seiner Website Luogocomune.net, auf der er seit 2003 auch Verschwörungstheorien thematisiert.

## Filmografie (Auswahl)
- 1982: Summertime (Summertime)
- 1986: Romanze (Romance)
- 1992: Bis auf die Haut (Obiettivo indoscreto)
- 1994: Shadow of a Kiss (L’Ombra Abitata)
- 1996: Aaron Gillespie Will Make You a Star
- 2006: Global Deceit (Inganno Globale)
- 2007: The New American Century (Il Nuovo Secolo Americano)
- 2008: The Other Dallas
- 2010: Cancer: The Forbidden Cures
- 2011: The True History of Marijuana (La vera storia della Marijuana)
- 2013: September 11 - The New Pearl Harbor
- 2017: American Moon